# Старина (Дятловский район)
Старина́ (бел. Старына) — деревня в Дворецком сельсовете Дятловского района Гродненской области Белоруссии. По переписи населения 2009 года в Старине проживало 28 человек.

## География
Старина расположена в 11 км к юго-востоку от Дятлово, 167 км от Гродно, 7 км от железнодорожной станции Новоельня.

## История
В 1878 году Старина — деревня в Дворецкой волости Слонимского уезда Гродненской губернии (21 двор, хлебный магазин, питейный дом). Согласно переписи 1895 года в Старине было 30 дворов, 196 жителей.
Согласно переписи населения 1897 года в Старине насчитывалось 30 дворов, проживало 195 человек. В 1905 году — 226 жителей.
В 1921—1939 годах Старина находилась в составе межвоенной Польской Республики. В сентябре 1939 года Старина вошла в состав БССР.
В 1996 году Старина входила в состав колхоза имени К. Заслонова. В деревне насчитывалось 55 хозяйств, проживало 113 человек. Имелись животноводческая ферма, магазин.